# 堯君素
堯 君素（ぎょう くんそ、生年不詳 - 618年）は、隋の軍人。本貫は魏郡湯陰県。

## 経歴
隋の晋王楊広の側近として仕えた。煬帝が即位すると、鷹撃郎将に累進した。
617年（大業13年）、驍衛大将軍屈突通の下で河東にあり、唐軍と戦った。屈突通が南に逃れると、君素は河東に残って、河東郡通守を称した。唐は将軍の呂紹宗・韋義節らを派遣して河東を攻撃したが、落とすことができなかった。屈突通が敗れて唐に降ると、河東の城下にやってきて君素との会見を求めた。屈突通は唐に帰順するよう君素に勧めたが、君素は屈服を潔しとしなかった。河東の情勢を東都に報告すると、君素は越王楊侗により金紫光禄大夫の位を受けた。隋から唐に降った龐玉や皇甫無逸らが河東城下にあらわれて、唐に帰順するよう呼びかけたが、君素は心を動かそうとしなかった。さらには君素の妻が城下にあらわれて君素を説得したが、君素は弓矢を射放って拒絶した。君素は部下をよく統率して抗戦をつづけた。618年（義寧2年）、君素の兵は唐の行軍総管の趙慈景を捕らえた。唐軍による河東包囲は長期にわたって、城中の食糧は尽き、さらには煬帝が江都で殺害されたとの報が伝わって、河東の人心はついに離反した。12月、君素は部下に殺害された。638年（貞観12年）、前朝に対する忠節をたたえられて蒲州刺史の位を追贈された。

## 伝記資料
- 『隋書』巻71 列伝第36
- 『北史』巻85 列伝第73